# 威廉·赫尔曼
威廉·赫尔曼（英語：William Herrmann，1912年1月11日—2003年10月6日），生于費城，美国男子体操运动员。他曾获得1932年夏季奥运会体操比赛男子翻筋斗铜牌。他于2003年去世，享年91岁。